# Orasturmia vallicola
Orasturmia vallicola är en tvåvingeart som beskrevs av Henry J. Reinhard 1947. Orasturmia vallicola ingår i släktet Orasturmia och familjen parasitflugor.
Artens utbredningsområde är Texas. Inga underarter finns listade i Catalogue of Life.